# 下関戦争
下関戦争（しものせきせんそう）は、幕末の文久3年（1863年）と元治元年（1864年）に、長州藩とイギリス・フランス・オランダ・アメリカの列強四国との間に起きた、前後二回にわたる攘夷思想に基づく武力衝突事件。

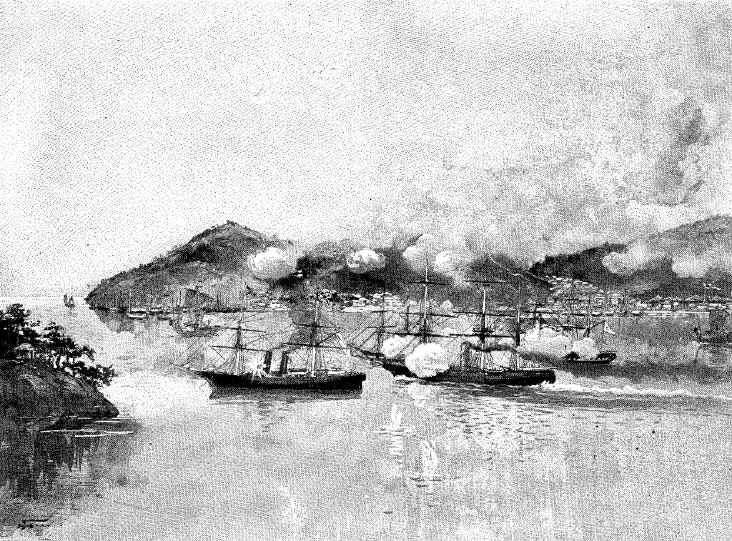
アメリカ海軍に攻撃される下関。

敗れた長州藩は幕政下での攘夷が不可能であることを知り、以後はイギリスに接近して軍備の増強に努め、倒幕運動を推し進めることになる。
歴史的には、元治元年の戦闘を馬関戦争（ばかんせんそう）と呼び、文久3年の戦闘はその「原因となった事件」として扱われることが多い。馬関は下関市の古い呼び名。今では文久3年のことを下関事件、元治元年のことを四国艦隊下関砲撃事件と呼んで区別している。また両者を併せた総称として「下関戦争」が使われているが、その影響で「馬関戦争」が総称として使われることもある。ただ、文久3年のことを「下関事件」、元治元年のことを「下関戦争」と呼んで区別している教科書もある。

## 概要
孝明天皇の強い要望により将軍徳川家茂は、文久3年5月10日（1863年6月25日）をもっての攘夷実行を約束した。幕府は攘夷を軍事行動とはみなしていなかったが、長州藩は馬関海峡（現 関門海峡）を通過する外国船への砲撃を実施した。
- 前段： 文久3年（1863年）5月、長州藩が馬関海峡を封鎖し、航行中のアメリカ・フランス・オランダ艦船に対して無通告で砲撃を加えた。約半月後の6月、報復としてアメリカ・フランス軍艦が馬関海峡内に停泊中の長州軍艦を砲撃し、長州海軍に壊滅的打撃を与えた。しかし、長州は砲台を修復した上、対岸の小倉藩領の一部をも占領して新たな砲台を築き、海峡封鎖を続行した。
- 後段： 元治元年（1864年）7月、前年からの海峡封鎖で多大な経済的損失を受けていたイギリスは長州に対して懲戒的報復措置をとることを決定。フランス・オランダ・アメリカの三国に参加を呼びかけ、都合艦船17隻で連合艦隊を編成した。同艦隊は、8月5日から8月7日にかけて馬関（現下関市中心部）と彦島の砲台を徹底的に砲撃、各国の陸戦隊がこれらを占拠・破壊した。

戦後、長州藩は幕命に従ったのみと主張したため、アメリカ・イギリス・フランス・オランダに対する損害賠償責任は徳川幕府のみが負うこととなった。
馬関海峡の砲台を四国連合艦隊によって無力化されてしまった長州藩は、以後列強に対する武力での攘夷を放棄し、海外から新知識や技術を積極的に導入し、軍備軍制を近代化する。さらに坂本龍馬や中岡慎太郎などの仲介により、慶応2年1月21日（1866年3月7日）に同様な近代化路線を進めていた薩摩藩と薩長同盟を締結して、共に倒幕への道を進むことになる。

## 背景

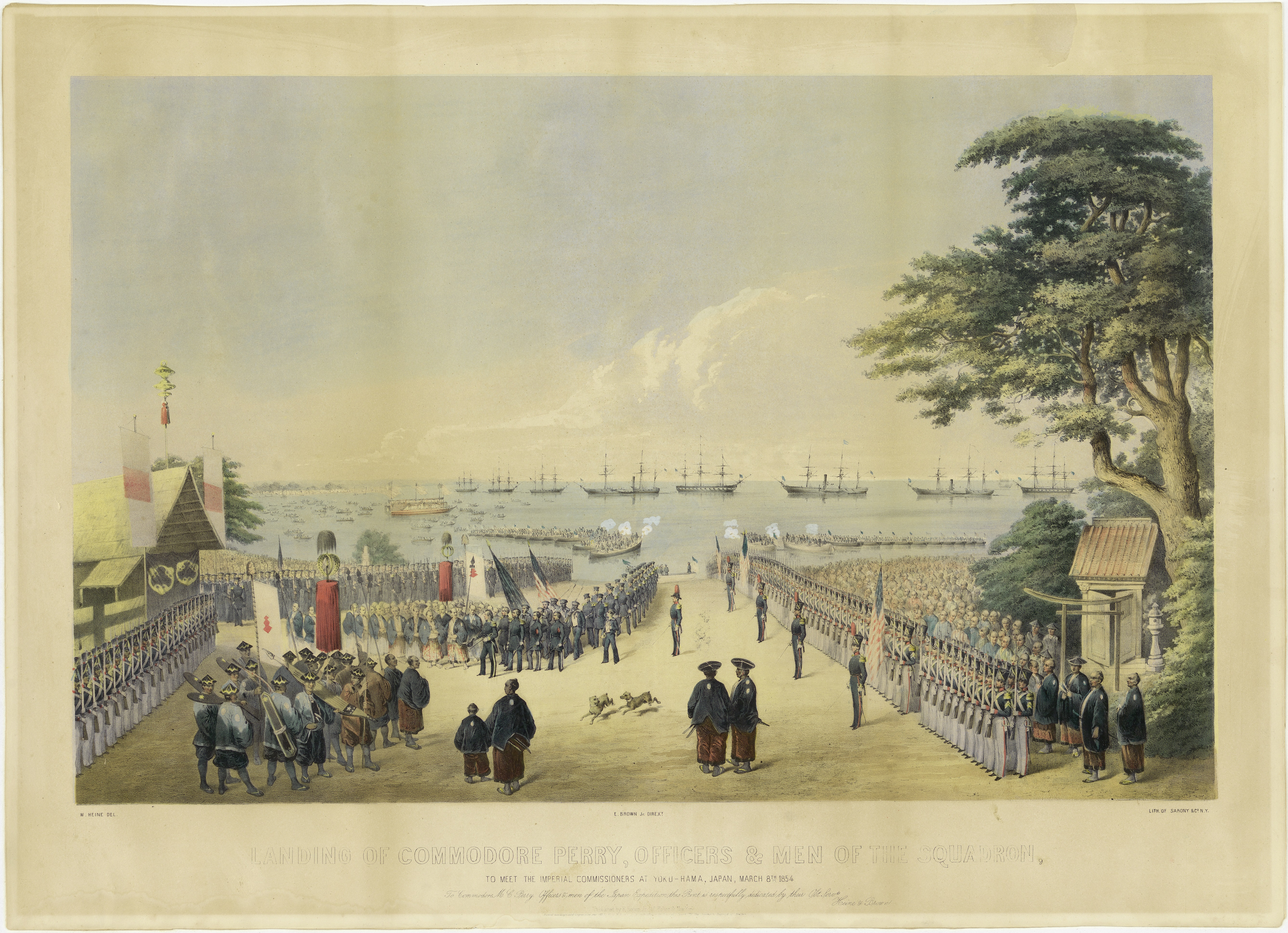
ペリー一行の上陸

嘉永6年（1853年）、マシュー・ペリー提督のアメリカ艦隊が浦賀沖に来航し幕府に開国を迫り、翌安政元年（1854年）、幕府は日米和親条約を締結した（ペリー来航）。安政5年（1858年）、アメリカの強い要求により、幕府は日米修好通商条約を締結し、オランダ、ロシア、イギリス、フランスとも同様の条約を結び（安政五カ国条約）、幕府の鎖国体制は完全に崩れた。孝明天皇は和親条約はともかく通商条約には反対であり、安政条約に対する勅許を与えなかった。また、幕府に不満を持つ攘夷派は尊皇思想から朝廷の攘夷派公卿たちと結び付くようになっていた。
これらの動きに対して、幕府大老井伊直弼は弾圧政策（安政の大獄）で応じたが、万延元年（1860年）水戸・薩摩脱藩浪士によって暗殺された（桜田門外の変）。この事件により幕府の威信は大きく揺らぎ始めた。加えて、開港により、特に生糸が大量に輸出され、品不足・価格高騰が生じ、さらに金銀交換比率の内外差のため大量の金が流出し、経済は混乱した（五品江戸廻送令、幕末の通貨問題）。これに伴って政情も不安となり、幕府の開港政策を批判する攘夷の機運は､全国的に高まっていった。
後に倒幕の中心勢力となる長州藩は、文久元年（1861年）の段階では直目付長井雅楽の「航海遠略策」による公武合体策を藩論としつつあり、長井自身が幕府にも具申して大いに信頼を勝ち得ていた。しかし、当時藩内であった尊皇攘夷派とは対立関係にあり、吉田松陰の江戸護送を制止も弁明もしようとしなかったため、尊王攘夷派の恨みを買っていた。文久2年（1862年）、公武合体を進めていた老中安藤信正と久世広周が坂下門外の変で失脚すると藩内で攘夷派が勢力を盛り返し、同年6月には長井は藩主から罷免され、翌文久3年（1863年）には死罪を得て自裁した。自然、尊王攘夷が藩論となっていった。長州藩士や長州系の志士たちは朝廷の攘夷派公卿と積極的に結びつき京都朝廷の主導権を間接的に握るようになっていった。
文久3年（1863年）3月、将軍徳川家茂が上洛。朝廷は従来通りの政務委任とともに攘夷の沙汰を申しつけ、幕府はやむなく5月10日をもって攘夷を実行することを奏上し、諸藩にも通達した。だが幕府は他方で、生麦事件と第二次東禅寺事件の損害賠償交渉にも追われており、攘夷決行は諸外国と勝ち目のない戦争をすることになり、その損害は計り知れないという趣旨の通達も諸藩に伝えていた。幕府は賠償金44万ドルを攘夷期日の前日の5月9日にイギリスに支払うと共に、各国公使に対して文書にて開港場の閉鎖と外国人の退去を文書で通告し、攘夷実行の体裁をとった。しかし、同時に口頭で閉鎖実行の意志がないことも伝え、9日後には文書にて閉鎖撤回を通達した。

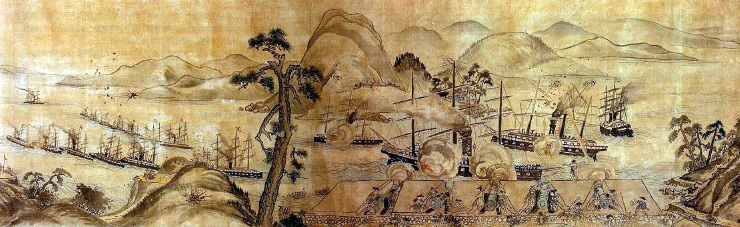
『馬關戰争圖』(部分) 藤島常興 筆、下関市市立長府博物館 収蔵

## 長州藩の攘夷決行
攘夷運動の中心となっていた長州藩は日本海と瀬戸内海を結ぶ海運の要衝である馬関海峡（下関海峡＝関門海峡）に砲台を整備し、藩兵および浪士隊からなる兵1000程、帆走軍艦2隻（丙辰丸、庚申丸）、蒸気軍艦2隻（壬戌丸、癸亥丸：いずれも元イギリス製商船に砲を搭載）を配備して海峡封鎖の態勢を取った。
攘夷期日の文久3年5月10日（1863年6月25日）、長州藩の見張りが田ノ浦沖に停泊するアメリカ商船ペンブローク号（Pembroke）を発見。総奉行の毛利元周（長府藩主）は躊躇するが、久坂玄瑞ら強硬派が攻撃を主張し決行と決まった。翌日午前2時頃、海岸砲台と庚申丸、癸亥丸が砲撃を行い、攻撃を予期していなかったペンブローク号は周防灘へ逃走した。外国船を打ち払った ことで長州藩の意気は大いに上がり、朝廷からもさっそく褒勅の沙汰があった。

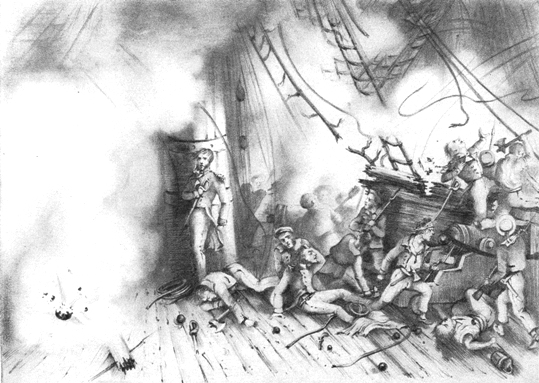
フランスの通報艦キャンシャン号の被害

5月23日、長府藩（長州藩の支藩）の物見が横浜から長崎へ向かうフランスの通報艦キャンシャン号（Kien-Chang）が長府沖に停泊しているのを発見。長州藩はこれを待ち受け、キャンシャン号が海峡内に入ったところで各砲台から砲撃を加え、数発が命中して損傷を与えた。キャンシャン号は備砲で応戦するが、事情が分からず（ペンブローク号は長崎に戻らず上海に向かったため、同船が攻撃を受けたことを、まだ知らなかった）、交渉のために書記官を乗せたボートを下ろして陸へ向かわせたが、藩兵は銃撃を加え、書記官は負傷し、水兵4人が死亡した。キャンシャン号は急ぎ海峡を通りぬけ、庚申丸、癸亥丸がこれを追うが深追いはせず、キャンシャン号は損傷しつつも翌日長崎に到着した。
26日、オランダ外交代表ディルク・デ・グラーフ・ファン・ポルスブルックを乗せたオランダ東洋艦隊所属のメデューサ号（Medusa）が長崎から横浜へ向かうべく海峡に入った。キャンシャン号の事件は知らされていたが、オランダは他国と異なり鎖国時代から江戸幕府との長い友好関係があり、長崎奉行大久保忠恕の許可証も受領しており、幕府の水先案内人も乗艦していたため攻撃はされまいと油断していたところ、長州藩の砲台は構わず攻撃を開始し、癸亥丸が接近して砲戦となった。メデューサ号は1時間ほど交戦したが17発を被弾し死者4名、船体に大きな被害を受け周防灘へ逃走した。
長州藩のアメリカ、フランス艦船への砲撃は当時の国際法に違反するものである。

## アメリカ・フランス軍艦による報復

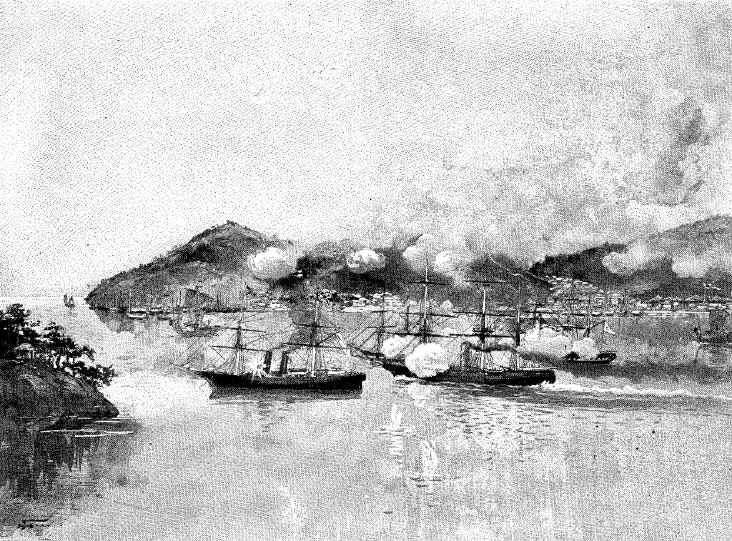
アメリカ艦ワイオミング号の下関攻撃

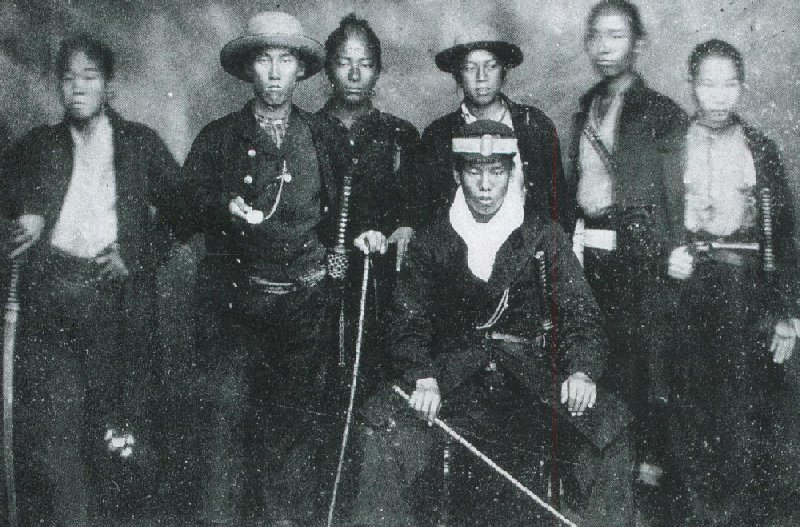
長州奇兵隊の隊士

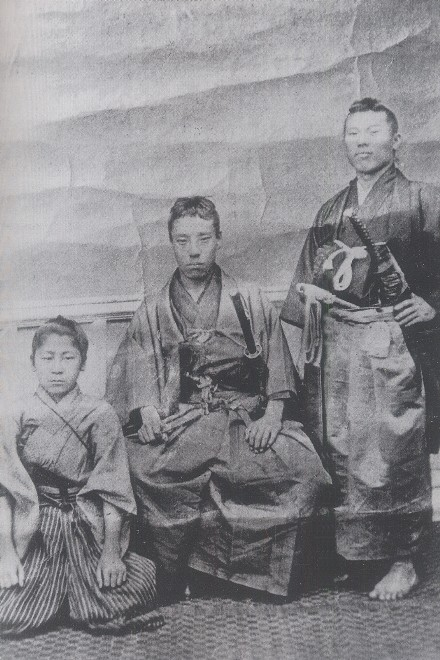
高杉晋作（中央）と伊藤博文（右）と三谷国松（左）

ペンブローク号は長崎ではなく上海に向かったため、事件の知らせが横浜に届いたのは文久3年5月25日（1863年7月16日）であった。アメリカ公使ロバート・H・プリュインは、横浜停泊中のワイオミング号のデヴィッド・マクドゥガル艦長を列席させて幕府に抗議した。この時期のアメリカは南北戦争の最中でほとんどの軍艦は本国にあったが、南軍の通商破壊艦アラバマ号を追跡していたワイオミング号が、居留民保護のために一時横浜に入港していたものであった。幕府は自身が処理するとしたが、マクドゥガルは報復攻撃を促した。前任者のタウンゼント・ハリス同様に親幕府姿勢を取っていたプリュインも最終的に同意し、ワイオミング号は横浜を出港した。
文久3年6月1日（1863年7月20日）、ワイオミング号は下関海峡に入った。不意を打たれた先の船と異なり、ワイオミング号は砲台の射程外を航行し、下関港内に停泊する長州藩の軍艦の庚申丸、壬戌丸、癸亥丸を発見し、壬戌丸に狙いを定めて砲撃を加えた。壬戌丸は逃走するが遙かに性能に勝るワイオミング号はこれを追跡して撃沈する。庚申丸、癸亥丸が救援に向かうが、ワイオミング号はこれを返り討ちにし庚申丸を撃沈し、癸亥丸を大破させた。ワイオミング号は報復の戦果をあげたとして海峡を瀬戸内海へ出て横浜へ帰還した。この戦闘でのアメリカ側の死者は6人、負傷者4人、長州藩は死者8人・負傷者7人であった。もともと貧弱だった長州海軍はこれで壊滅状態になり、陸上の砲台も艦砲射撃で甚大な被害を受けた。

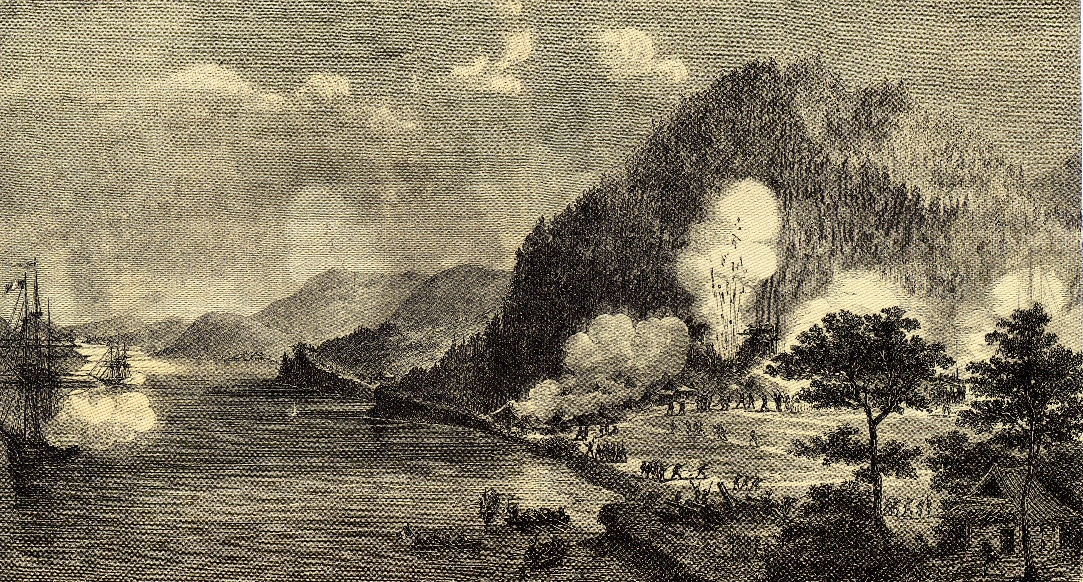
フランス艦隊による報復攻撃

文久3年6月5日（1863年7月24日）、フランス東洋艦隊のバンジャマン・ジョレス准将率いるセミラミス号とタンクレード号が報復攻撃のため海峡に入った。セミラミス号は砲35門の大型艦で前田、壇ノ浦の砲台に猛砲撃を加えて沈黙させ、陸戦隊を降ろして砲台を占拠した。長州藩兵は抵抗するが敵わず、フランス兵は民家を焼き払い、砲を破壊した。長州藩は救援の部隊を送るが軍艦からの砲撃に阻まれ、その間に陸戦隊は撤収し、フランス艦隊も横浜へ帰還した。
アメリカ・フランス艦隊の攻撃によって長州藩は手痛い敗北を蒙り、欧米の軍事力の手強さを思い知らされた。長州藩領内では一揆が発生し、一部の領民は自発的に外国軍隊に協力していた。長州藩は士分以外の農民、町人から広く募兵することを決める。これにより高杉晋作が下級武士と農民、町人からなる奇兵隊を結成した。また、膺懲隊、八幡隊、遊撃隊などの諸隊も結成された。長州藩は砲台を増強し、なおも強硬な姿勢を崩さなかった。
| 艦名                  | 艦種                             | 建造年     | トン数            | 乗組員 | 機関出力 | 備砲                                                       |
| --------------------- | -------------------------------- | ---------- | ----------------- | ------ | -------- | ---------------------------------------------------------- |
| アメリカ合衆国        |                                  |            |                   |        |          |                                                            |
| ワイオミング Wyoming  | 蒸気スクリュースループ           | 1859年     | 排水量1457英トン  | 198    | 不明     | 11インチダールグレン砲x2 60ポンドパロット砲x1 32ポンド砲x3 |
| フランス帝国          |                                  |            |                   |        |          |                                                            |
| セミラミス Semiramis  | 蒸気スクリューフリゲート         | 1863年改造 | 排水量3830トン    | 521    | 1664IHP  | 35                                                         |
| タンクレード Tancrede | 蒸気スクリュースループ（通報艦） | 1861年     | 排水量500トン程度 | 不明   | 不明     | 4                                                          |

## 京都の政変と長州藩の孤立化

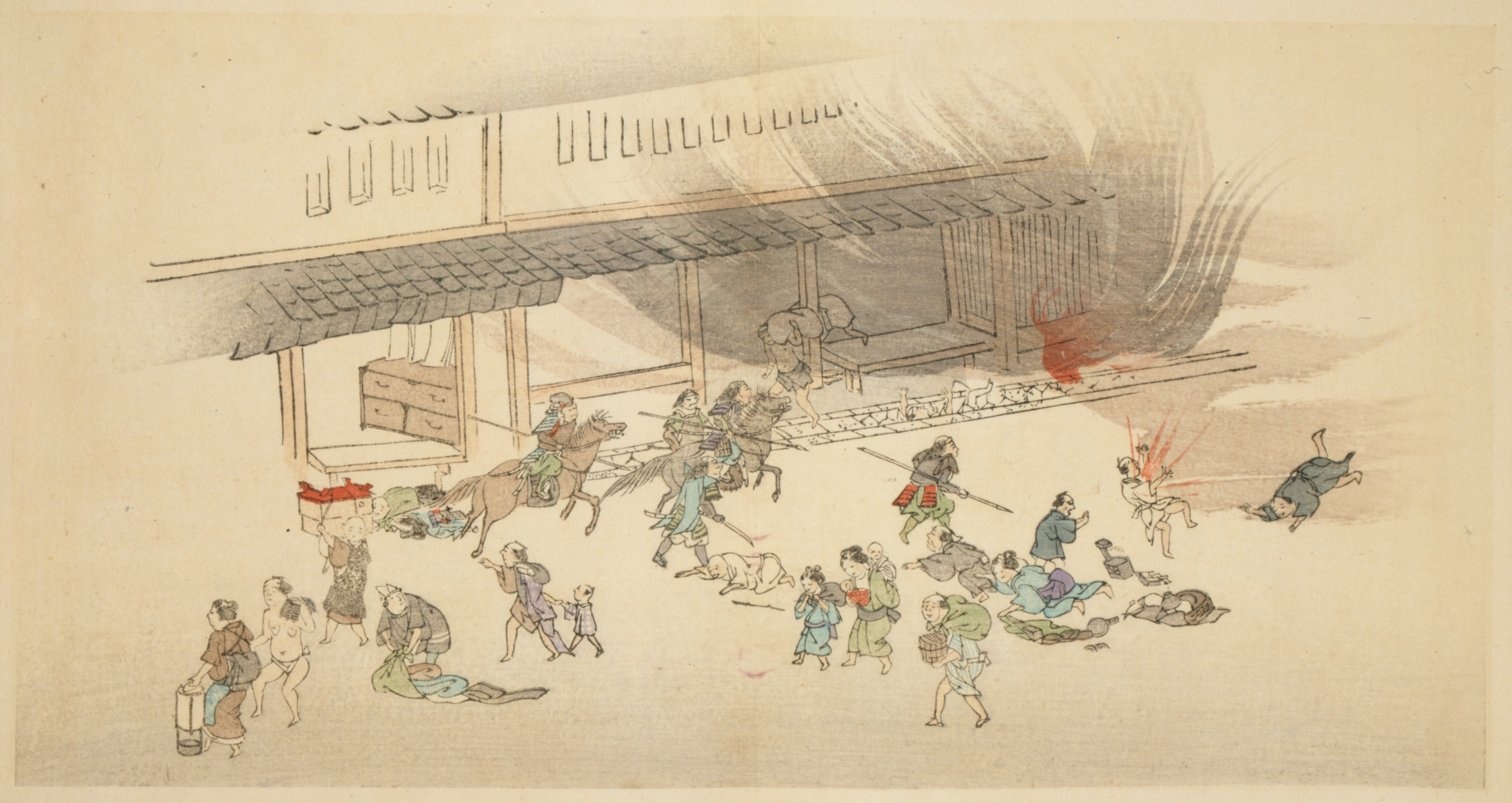
禁門の変

幕府は、文久3年7月8日（1863年8月21日）、国の方針が確定する前の外国船への砲撃は慎むよう長州藩に通告した。7月16日には旗本の中根市之丞らを軍艦「朝陽丸」で派遣し、無断での外国船砲撃や小倉藩領侵入について長州藩を詰問した。ところが、長州の奇兵隊員たちは、アメリカ軍との交戦で失った長州艦の代用として「朝陽丸」の提供を要求し、8月9日には「朝陽丸」を拿捕。さらに、8月19日-20日には中根市之丞らを暗殺した（朝陽丸事件）。
8月13日、三条実美ら攘夷派公卿の画策により、孝明天皇の神武天皇陵参拝と攘夷親征の詔が下る（大和行幸）。これに呼応して大和国では天誅組が挙兵した（天誅組の変）。京都の政局は長州藩を支持する攘夷派が主導権を握っていたが、8月18日に薩摩藩と藩主松平容保が京都守護職を務める会津藩が結託して孝明天皇の了承のもとクーデターを起こし、攘夷派公卿は失脚、長州藩も朝廷から排除された（八月十八日の政変）。天誅組は周辺諸藩の討伐を受けて壊滅した。
長州藩をはじめとする攘夷派の京都での勢力は後退し、志士たちは潜伏を余儀なくされた。翌年の元治元年6月5日（1864年7月8日）には池田屋事件で攘夷派志士多数が殺害捕縛される。7月、孤立を深め追い詰められた長州藩は「藩主の冤罪を帝に訴える」と称して兵を京都へ派遣し、局面の一挙打開を図った。長州軍は強引に入京を試み、待ち構えた会津、桑名を主力とする幕府側と交戦して御所にまで侵入したが、御所の守りについていた薩摩藩兵が援軍として駆けつけたことにより撃退され、惨敗を招く結果となった（禁門の変）。
このほか、文久3年12月24日（1864年2月1日）には、関門海峡を航行中の薩摩藩使用の洋式船「長崎丸」（幕府より貸与）を、長州藩の陸上砲台が砲撃し、薩摩藩士24人が死亡した。当日は視界不良で薩摩藩の船と認識しての砲撃であったかは不明であるが、長州藩の謝罪で一応は解決した。しかしながら、翌年にも長州藩兵が薩摩藩の御用商船「加徳丸」を焼き討ちし、乗員を殺害する事件が起きている。

## 外交

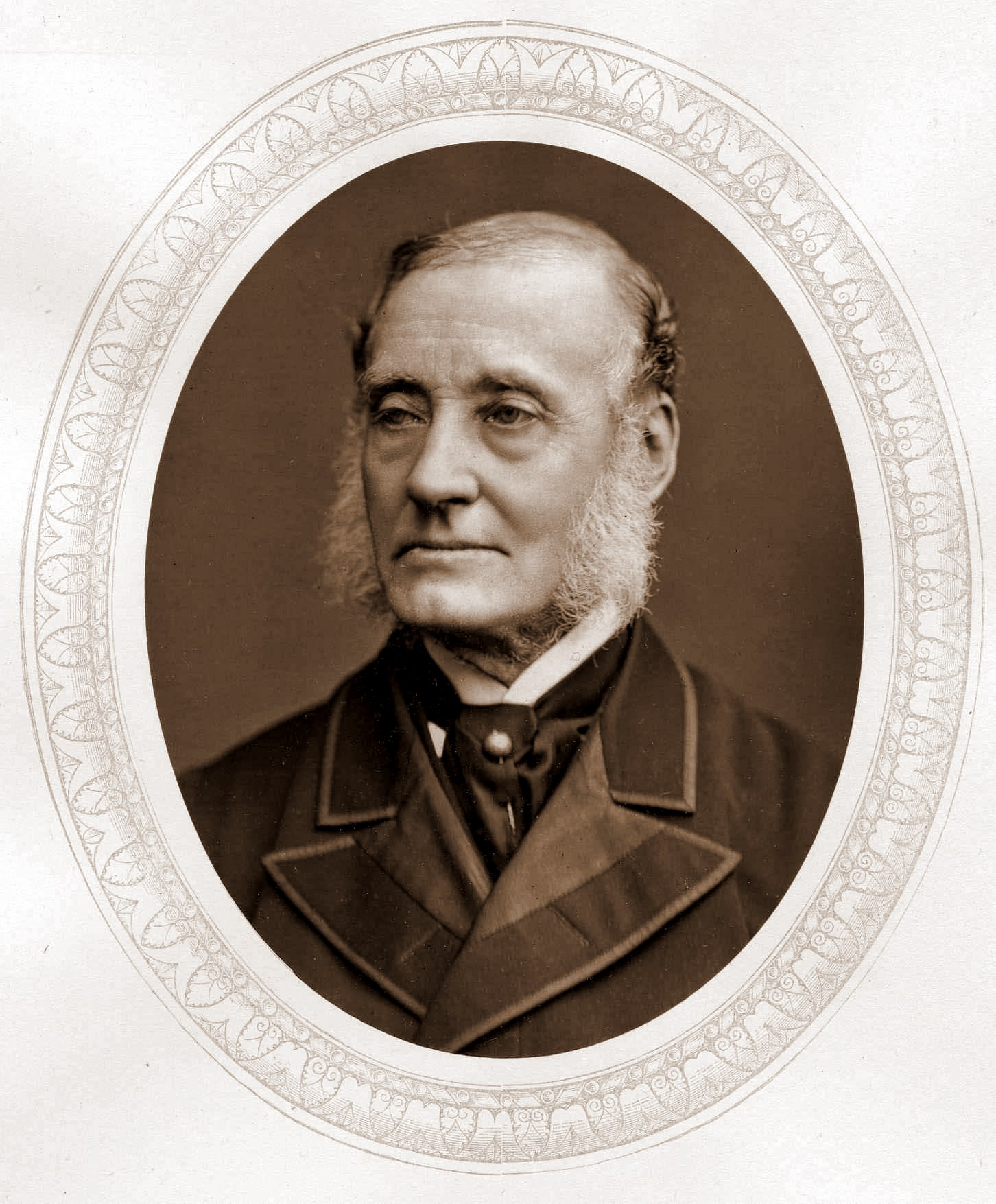
ラザフォード・オールコック

長州藩は攘夷の姿勢を崩さず、下関海峡は通航不能となっていた。これは日本と貿易を行う諸外国にとって非常な不都合を生じていた。アジアにおいて最も有力な戦力を有するのはイギリスだが、対日貿易ではイギリスは順調に利益を上げており、海峡封鎖でもイギリス船が直接被害を受けていないこともあって、本国では多額の戦費のかかる武力行使には消極的で、下関海峡封鎖の問題については静観の構えだった。
だが、駐日公使ラザフォード・オールコックは下関海峡封鎖によって、横浜に次いで重要な長崎での貿易が麻痺状態になっていることを問題視し、さらに長州藩による攘夷が継続していることにより幕府の開国政策が後退する恐れに危機感を持っていた。元治元年（1864年）2月に幕府は横浜鎖港を諸外国に持ち出してきていた。
日本人に攘夷の不可能を思い知らすため「文明国」の武力を示す必要を感じたオールコックは長州藩への懲罰攻撃を決意した。オールコックのこの方針にフランス、オランダ、アメリカも同意し4月に四国連合による武力行使が決定された。オールコックは本国に下関を攻撃する旨の書簡を送る。だが、本国外務省は依然として日本との全面戦争につながりかねない武力行使には否定的でこれを否認する旨の訓示を日本へ送る。この当時はイギリスと日本との連絡には二カ月から半年かかり、訓示が到着したのは攻撃実行後となり、結局、現地公使の裁量で戦争が進められることになった。
イギリスに留学していた長州藩士伊藤俊輔と井上聞多は四国連合による下関攻撃が近いことを知らされ、戦争を止めさせるべく急ぎ帰国の途についた。イギリスの国力と機械技術が日本より遙かに優れた事を現地で知った二人は戦争をしても絶対に勝てないことを実感していた。
伊藤と井上は三カ月かかって元治元年6月10日（1864年7月13日）に横浜に到着。オールコックに面会して藩主を説得することを約束した。オールコックもこれを承知し、二人を軍艦に乗せて、外交官アーネスト・サトウを伴わせて豊後国姫島まで送り、長州へ帰させた。二人は藩庁に入り藩主毛利敬親と藩首脳部に止戦を説いたが、長州藩では依然として強硬論が中心であり、徒労に終わった。
元治元年6月19日（1864年7月22日）、四国連合は20日以内に海峡封鎖が解かれなければ武力行使を実行する旨を幕府に通達する。
なお、艦隊の出発前に、フランスから幕府の外交使節団（横浜鎖港談判使節団）が帰国したが、使節がフランスと取り交わしたパリ約定には関門海峡を3ヶ月以内に通行可能にする条項が含まれていた。オールコックは、幕府がこの約定を批准することにより、四国連合からフランスが脱落することを恐れたが、幕府は約定の内容を不満として批准は行わなかった。結果、攻撃は予定通り実施されることとなった。

## 四国連合艦隊の攻撃

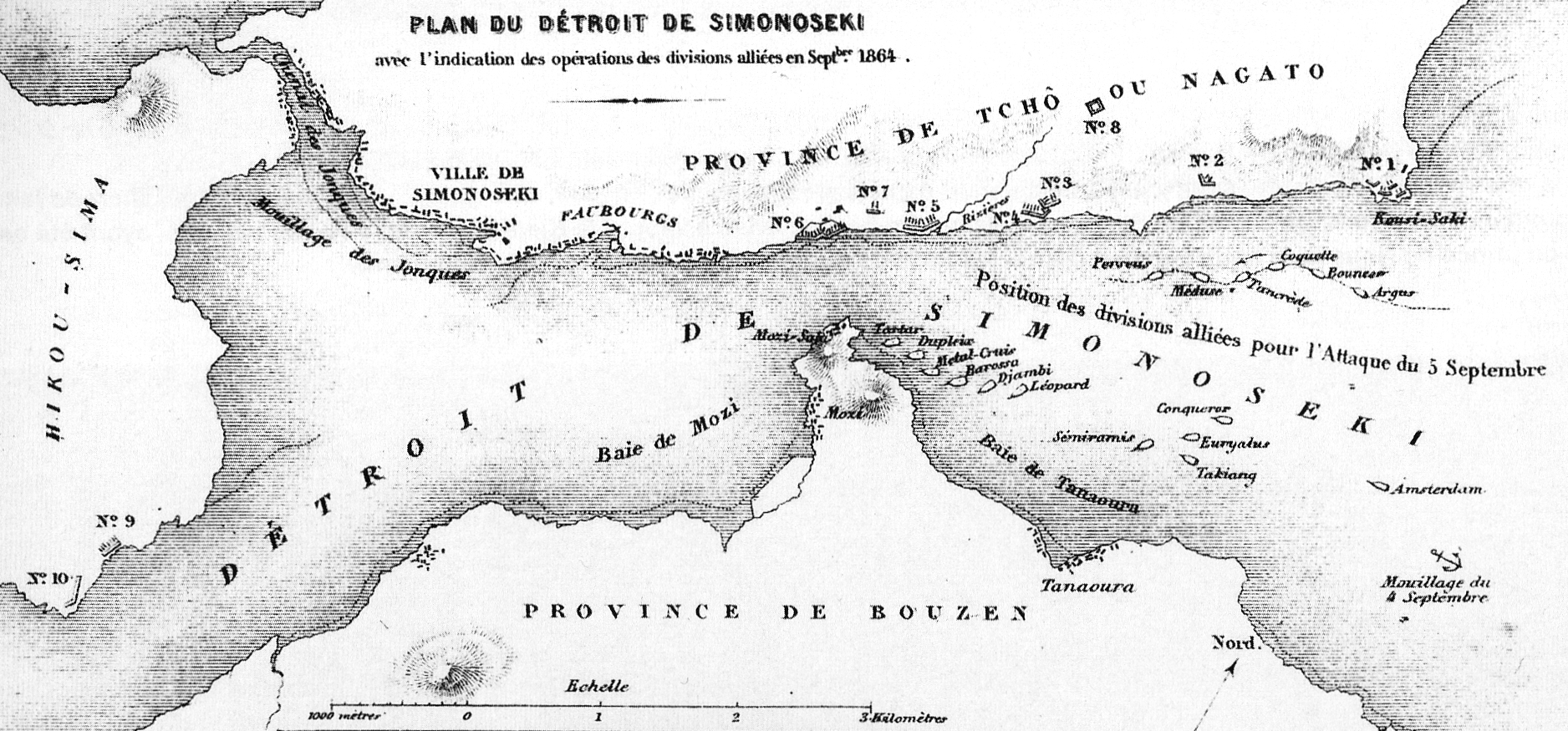
下関攻撃作戦地図.

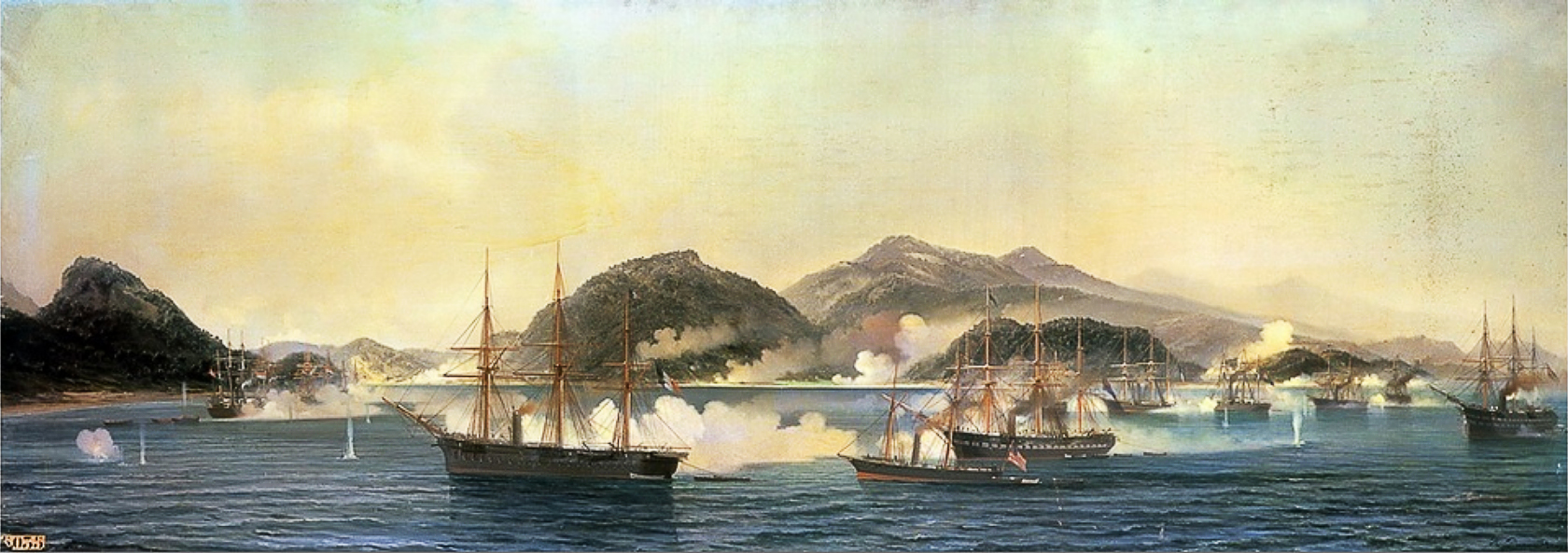
四国連合艦隊による下関砲撃

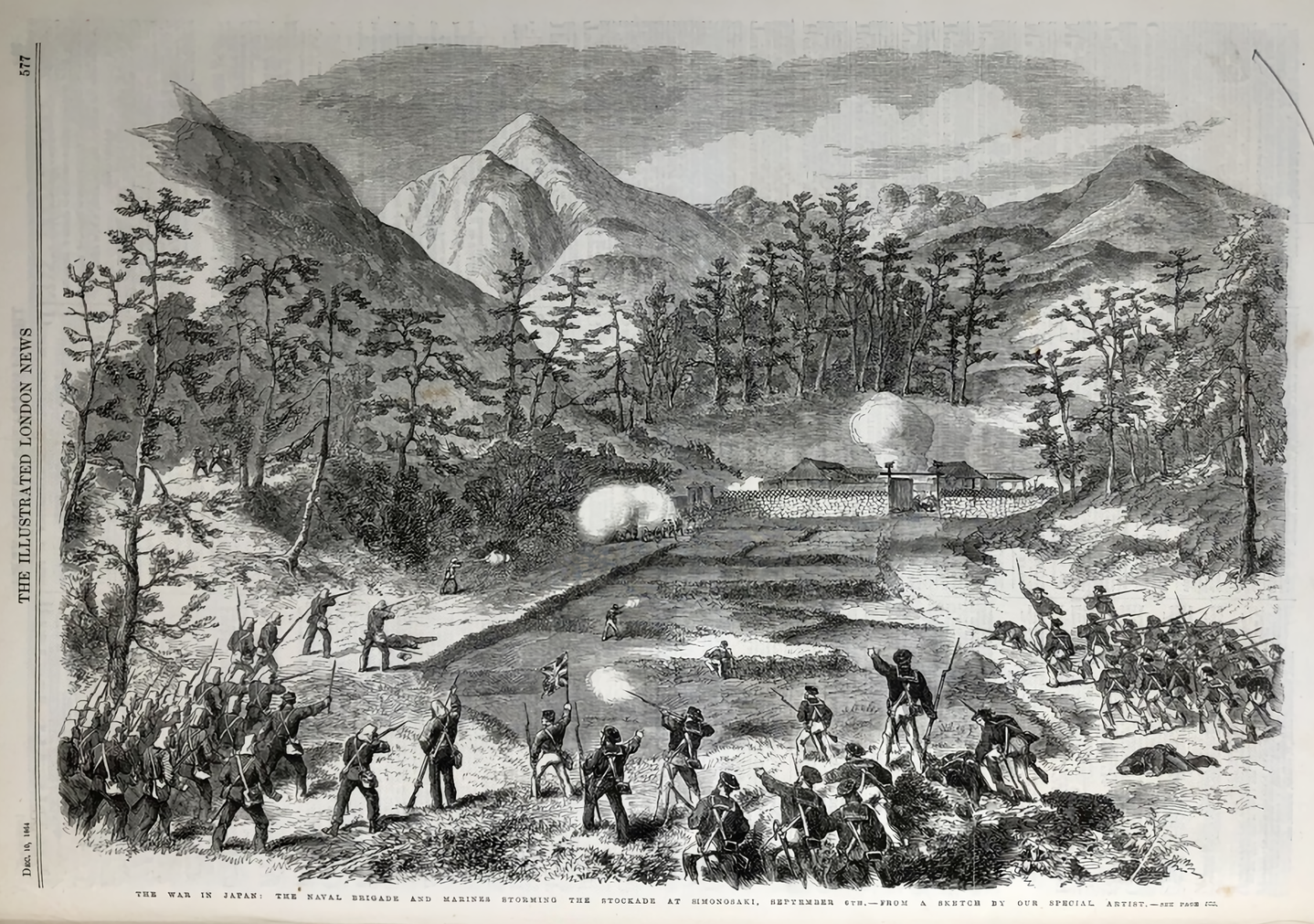
イギリス陸戦隊の上陸戦闘

元治元年7月27日-28日（1864年8月17-18日）にオーガスタス・レオポルド・キューパー中将（イギリス）を総司令官とする四国連合艦隊は横浜を出港した。艦隊は17隻で、イギリス軍艦9隻、フランス軍艦3隻、オランダ軍艦4隻、アメリカ仮装軍艦1隻からなり、総員約5000の兵力 であった。また横浜にはイギリス軍艦1隻、アメリカ軍艦1隻と香港から移駐してきた陸軍分遣隊1350人が待機していた。
四国艦隊の17隻は、姫島（現大分県姫島村）の西浦に投錨し、戦闘のための最後の準備を行なった。
戦闘開始の前日である元治元年8月4日（1864年9月4日）、長州藩庁はようやく海峡通航を保障する止戦方針を決め、伊藤を漁船に乗せて交渉のため艦隊に向かわせるが、艦隊は既に戦闘態勢に入っており手遅れであった。
下関を守る長州藩の兵力は奇兵隊（高杉は前年に解任されており総管は赤禰武人）など2000人弱・砲100門強 であり、主力部隊を京都へ派遣していた（半月前に禁門の変が発生）こともあって弱体であった。大砲の数が足りず、木製のダミーの砲まで用意していた。
元治元年8月5日（1864年9月5日）午後、四国連合艦隊は長府城山から前田・壇ノ浦にかけての長州砲台群に猛砲撃を開始した。長州藩兵も応戦し、前田砲台・州岬砲台・壇ノ浦砲台などが善戦するが 火力の差が圧倒的であり、砲台は次々に粉砕、沈黙させられた。艦隊は砲撃支援の下で前田浜に陸戦隊を降ろし、砲台を占拠して砲を破壊した。
元治元年8月6日（1864年9月6日）、壇ノ浦砲台を守備していた奇兵隊軍監山縣狂介は至近に投錨していた敵艦に砲撃して一時混乱に陥れる。だが、艦隊はすぐに態勢を立て直し、砲撃をしかけ陸戦隊を降ろし、砲台を占拠して砲を破壊するとともに、一部は下関市街を目指して内陸部へ進軍して長州藩兵と交戦した。
元治元年8月7日（1864年9月7日）、艦隊は彦島の砲台群を集中攻撃し、陸戦隊を上陸させ大砲を鹵獲した。8日までに下関の長州藩の砲台はことごとく破壊された。連合軍が一連の戦闘で鹵獲した各種大砲は62門に及んだ。陸戦でも長州藩兵は旧式銃や槍弓矢しか持たず、新式のライフル銃を持つ連合軍を相手に敗退した。長州藩死者18人・負傷者29人、連合軍は死者12人・負傷者50人だった。
なお、イギリス軍にはカメラマンのフェリーチェ・ベアトが従軍し、戦闘の様子を撮影している。ベアトにとっては、クリミア戦争、インド大反乱、アロー戦争に続く4度目の従軍撮影であった。
| 艦名                                | 艦種                     | 建造年     | トン数                                    | 乗組員 | 機関出力       | 備砲                                                                                  |
| ----------------------------------- | ------------------------ | ---------- | ----------------------------------------- | ------ | -------------- | ------------------------------------------------------------------------------------- |
| イギリス                            |                          |            |                                           |        |                |                                                                                       |
| ユーライアラス Euryalus             | 蒸気スクリューフリゲート | 1853年改造 | 積載量2371トン（bmトン） 排水量3125英トン | 540    | 400NHP         | 110ポンドアームストロング砲x5 40ポンドアームストロング砲x8 その他22門 カロネード砲x16 |
| コンカラー Conqueror                | 蒸気スクリュー戦列艦     | 1859年改造 | 積載量2845トン（bmトン）                  | 830    | 500NHP 2048IHP | 68ポンド砲x1 8インチ砲x32 32ポンド砲x56 下関戦争時は合計48門                          |
| レオパード Leopard                  | 蒸気外輪フリゲート       | 1851年     | 積載量1406トン（bmトン）                  | 310    | 560NHP         | 110ポンドアームストロング砲x1 10インチ砲x1 32ポンド砲x4                               |
| バロッサ Barrosa                    | 蒸気スクリューコルベット | 1862年     | 積載量1700トン（bmトン）                  | 240    | 400NHP         | 110ポンドアームストロング砲x1 8インチ砲x20                                            |
| ターター Tartar                     | 蒸気スクリューコルベット | 1854年     | 積載量1296トン（bmトン）                  | 250    | 250NHP         | 110ポンドアームストロング砲x1 40ポンドアームストロング砲x4 8インチ砲x14               |
| アーガス Argus                      | 蒸気外輪スループ         | 1852年     | 積載量981トン（bmトン）                   | 175    | 300NHP         | 110ポンドアームストロング砲x1 10インチ砲x1 32ポンド砲x4                               |
| パーシュース Perseus                | 蒸気スクリュースループ   | 1861年     | 積載量955トン（bmトン）                   | 175    | 200NHP         | 40ポンドアームストロング砲x5 68ポンド砲x1 32ポンド砲x8                                |
| コケット Coquette                   | 蒸気スクリュー砲艦       | 1855年     | 積載量677トン（bmトン）                   | 90     | 200NHP         | 110ポンドアームストロング砲x1 10インチ砲x1 32ポンド砲x1 20ポンド砲x2                  |
| バウンサー Bouncer                  | 蒸気スクリューガンボート | 1856年     | 積載量233トン（bmトン）                   | 40     | 60NHP          | 68ポンド砲x2                                                                          |
| フランス帝国                        |                          |            |                                           |        |                |                                                                                       |
| セミラミス Semiramis                | 蒸気スクリューフリゲート | 1863年改造 | 排水量3830トン                            | 521    | 1664IHP        | 35                                                                                    |
| デュプレクス Dupleix                | 蒸気スクリューコルベット | 1863年     | 排水量1795トン                            | 203    | 1215IHP        | 6.4インチ砲x10                                                                        |
| タンクレード Tancrede               | 蒸気スクリュースループ   | 1861年     | 排水量500トン程度                         | 不明   | 不明           | 4                                                                                     |
| オランダ                            |                          |            |                                           |        |                |                                                                                       |
| メターレン・クルイス Metallen Kruiz | 蒸気スクリューコルベット | 1862年     | 排水量2100トン                            | 240    | 830IHP         | 6.3インチ砲x8 30ポンド砲x8                                                            |
| ジャンビ D'Jambi                    | 蒸気スクリューコルベット | 1860年     | 排水量2100トン                            | 240    | 830IHP         | 6.3インチ砲x8 30ポンド砲x8                                                            |
| メデューサ Medusa                   | 蒸気スクリューコルベット | 1855年頃   | 排水量1700トン                            | 不明   | 不明           | 16                                                                                    |
| アムステルダム Amsterdam            | 蒸気外輪軍艦             | 不明       | 不明                                      | 不明   | 不明           | 8                                                                                     |
| アメリカ合衆国                      |                          |            |                                           |        |                |                                                                                       |
| タキアン Ta-kiang                   | 蒸気スクリュー改造砲艦   | 1864年     | 積載量609トン（bmトン）                   | 40     | 120NHP         | 30ポンドパロット砲x1                                                                  |

## 講和
元治元年8月8日（1864年9月8日）、戦闘で惨敗を喫した長州藩は講和使節の使者に高杉晋作を任じた。この時、高杉は脱藩の罪で監禁されていたが、家老宍戸備前の養子宍戸刑馬を名乗り、四国連合艦隊旗艦のユーライアラス号に乗り込んでキューパー司令官との談判に臨んだ。イギリス側通訳のアーネスト・サトウはこの時の高杉の様子を「魔王」のごとく「傲然」としていたと述べている。
18日に下関海峡の外国船の通航の自由、石炭・食物・水など外国船の必要品の売り渡し、悪天候時の船員の下関上陸の許可、下関砲台の撤去、賠償金300万ドルの5条件で講和が成立した。
賠償金については、巨額すぎて長州一藩では支払い不可能なことに加え、一連の外国船への砲撃は幕府が朝廷に約束し諸藩に通達した攘夷実行の命に従ったまでと高杉が粘り強く主張したこともあって、後日改めて連合国側が幕府に請求することで双方了解した（幕府も結局これを承諾し、長州藩は負債を免れた）。
なお通訳を務めた伊藤博文の回想によれば、この談判の際、連合国側より彦島の租借が提議されたが、高杉、伊藤の強硬な反対によって立ち消えになったという。

## 戦後
禁門の変の勝利を受けて幕府は長州藩への攻撃の準備に取りかかった（第一次長州征伐）。京都と下関との二度の敗戦で戦う余力のない長州藩では保守派（俗論党）が主導権を握り、11月に禁門の変の責任者を処罰して幕府に謝罪恭順した。
12月、この俗論党政権に対して高杉晋作が奇兵隊を率いて挙兵（功山寺挙兵）。翌慶応元年（1865年）に高杉らは内戦に勝利し、倒幕派が長州藩の主導権を握るようになる。
下関戦争の敗戦を受けて長州藩は攘夷が不可能であることを知り、以後はイギリスに接近して軍備の増強に努め、倒幕運動を推し進めることになる。
なお、オールコックの手元には届かなかったが、イギリス政府は日本における軍事行動を禁止する訓令をすでに出していた。下関戦争は結果としてこの訓令に背いたことになり、その責任を問われてオールコックは駐日公使を解任され、本国に召喚された（1864年12月25日離日）。

## 下関賠償金
長州藩との講和談判によって、300万ドルもの巨額の賠償金は幕府に請求されることになった。イギリスはこれを交渉材料にフランス・オランダと共に将軍徳川家茂の滞在する大坂に艦隊を派遣し、幕府に安政五カ国条約の勅許と賠償金の減額と引換に兵庫の早期開港を迫ったが（兵庫開港要求事件）、兵庫は京都の至近であり、朝廷を刺激することを嫌った幕府首脳部は300万ドルの賠償金を受け入れた。幕府は150万ドルを支払い、明治維新後に新政府が残額を明治7年（1874年）までに分割で支払った。
明治16年（1883年）2月23日、アメリカのチェスター・A・アーサー大統領は不当に受領した下関賠償金（78万5000ドル87セント）の日本への返還を決裁した。300万ドルの賠償金の分配はアメリカ、フランス、オランダの3ヶ国の船艦が42万ドルを分け、残額258万ドルは連合艦隊の4ヶ国に分けたため、アメリカは合計で78万5000ドルを得ていた。
実際のアメリカの損失は、
1. アメリカ船ペングローブ号の日時を要した費用5日分1500ドル
2. 長崎に寄港出来なかった為の損害6500ドル
3. 水夫への危険手当2000ドル

だった。
なお、ワイオミング号の損害は日本への威圧の為に起った事で日本ではそれ以上の損害が発生しており、連合艦隊への参加は商船タキアン号1艘のみの参加で64万5千ドルを得た事になっていた。結果、アメリカの損害は合計1万ドルに過ぎなかった。この賠償金はアメリカ政府の公認を得たものでなく、日本に対する威圧によって得たいわば不当なものであった。アメリカ国務省は日本から分割金を受領するたびに国庫に納めず国債として保管していた。その実情を明治5年（1872年）、ハミルトン・フィッシュ国務長官が森有礼公使に伝えた事から、日本側では機会をとらえては返還の要請をしていたものである。日本では明治22年（1889年）、返還金の元利金約140万円を横浜港の築港整備費用（総額234万円）に充当する事を決定し、明治29年（1896年）5月に完成している。

## 兵器・戦術など

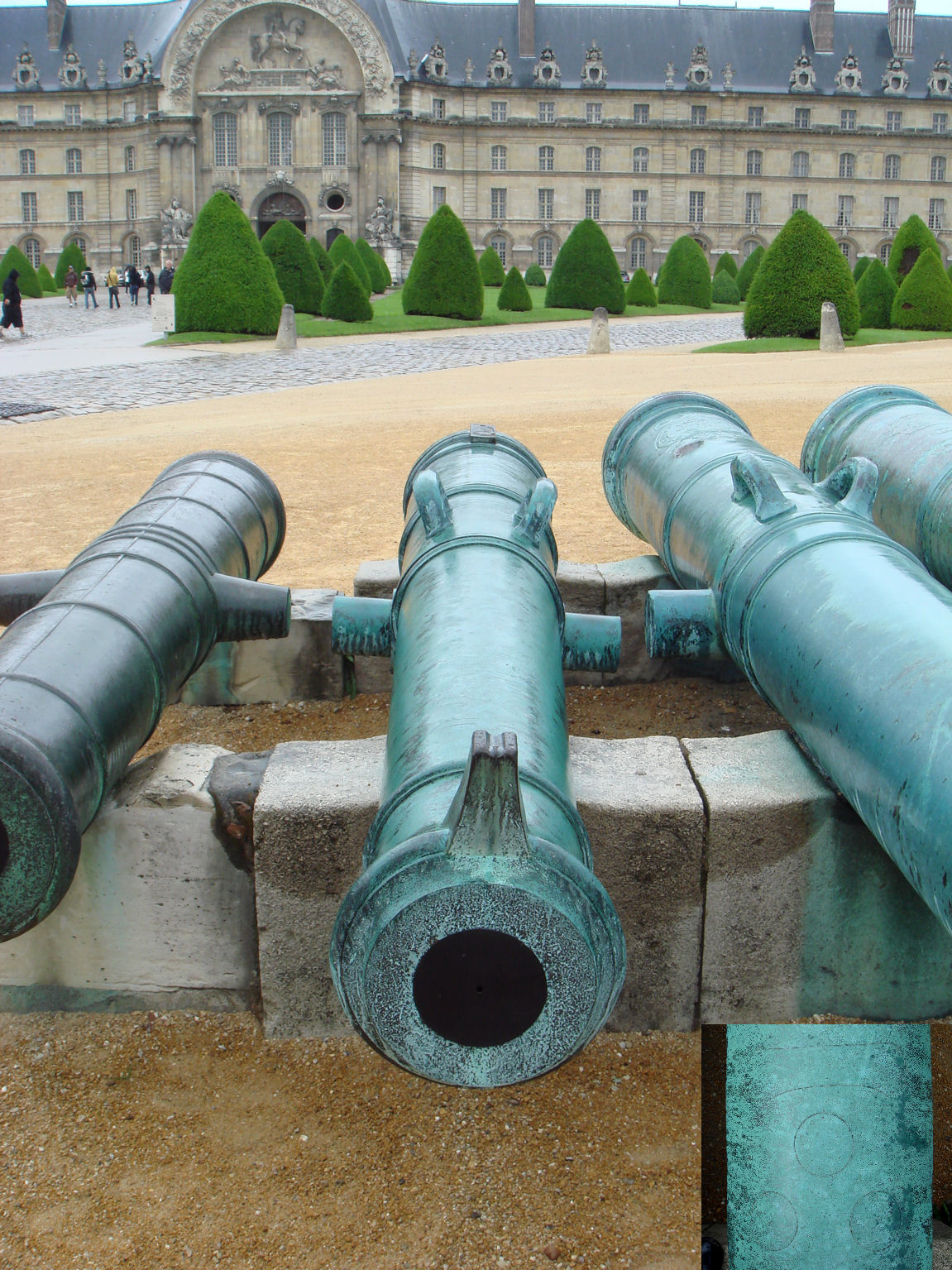
フランス海軍によって押収された長州藩の大砲の一部は、ナポレオンが眠るパリの廃兵院の中庭に展示されている

長州藩が砲台などに配備した大砲は、長州藩が嘉永年間に三浦半島の警備を命じられた際に佐久間象山の指導のもとに江戸で製造したものや萩の郡司鋳造所で製造したものなどであった。陸戦隊と一緒に上陸したアーネスト・サトウは、他に24ポンド砲、32ポンド砲、青銅製の11インチ砲があったと記録している。これらの長州藩側の大砲は、連合軍艦隊の搭載砲（上記の参加艦船一覧表を参照）よりもはるかに小型で性能が劣っていた。口径差があるのに加えて、長州藩の大砲は砲腔も同時に鋳造する製造方法であったのに対し、連合国の大砲は、砲身を鋳造した後にドリルで削って正確に砲腔を作成する方式であることからも性能差があった。日本では、切削加工による砲腔の作成は、幕府の関口製造所や薩摩藩の集成館で開始されたばかりであった。
1864年の戦闘では長州藩の大砲62門が連合軍に鹵獲され、そのうち54門が参戦各国に戦利品として持ち帰られた。戦利品となった大砲の一部は現存しており、現在パリの廃兵院（アンヴァリッド）に展示されている長州藩の大砲は24ポンド青銅砲と18ポンド青銅砲各1門である。これは長州藩が三浦半島警備用に嘉永7年（1854年）に江戸で製造し、後に下関へ移したものであった。山口県下関市長府にある下関市立歴史博物館にも、パリ廃兵院から貸与された戦利品の大砲1門（1844年に萩で鋳造された和製大砲）が展示されている。ほかにイギリス、オランダ、アメリカの博物館に数門の存在が確認されている。
馬関海峡は海峡の両側とも険しい山になっているが、長州藩の砲台はこの地の利を活かすことなく、15箇所 の砲台は、何れも海岸に近い低地に構築されていた。加えて崖の下の砲台も多く、砲弾が崖に命中すると岩の破片が砲台に降り注いでしまうという大きな欠陥があった。また、砲台は正面の敵にのみ対応できるようになっており、複数の砲台が連携しての「十字射撃」はできなかった。他方、連合国艦隊のキューパー提督は、薩英戦争の教訓を取り入れており、複数の艦からの共同攻撃により、各砲台を個別撃破していった。